# Departament de la Generalitat de Catalunya
Un Departament de la Generalitat de Catalunya és la unitat bàsica d'Administració de la Generalitat de Catalunya. Els departaments són equivalents a qualsevol divisió ministerial present en un govern. En aquest cas, els departaments formen part del Govern de Catalunya (també anomenat Consell Executiu) i, habitualment, cada departament és dirigit per un Conseller.

## Procés de creació
Els departaments de la Generalitat no estan regulats prèviament per cap llei ni per l'Estatut. En qualsevol moment, el President de la Generalitat pot nomenar o destituir consellers i crear o desfer departaments. És habitual que, poc després del nomenament d'un President, es formin els departaments i es nomenin els consellers, que habitualment es mantenen estàtics fins al final de la legislatura. En qualsevol cas, el nomenament de consellers, així com la formació de nous departaments, es publica en el Diari Oficial de la Generalitat de Catalunya.

## Composició actual
Des del 16 d'agost de 2024, la composició dels departaments és la següent:
| Imatge | Nom del departament                                       | Conseller en cap      | URL                             |
| ------ | --------------------------------------------------------- | --------------------- | ------------------------------- |
|        | Departament de la Presidència                             | Albert Dalmau         | presidencia.gencat.cat          |
|        | Departament d'Economia i Finances                         | Alícia Romero         | economia.gencat.cat/            |
|        | Departament d'Interior i Seguretat Pública                | Nuria Parlon          | interior.gencat.cat             |
|        | Departament de Justícia i Qualitat Democràtica            | Ramon Espadaler       | justicia.gencat.cat             |
|        | Departament de Territori, Habitatge i Transició Ecològica | Sílvia Paneque        | territori.gencat.cat            |
|        | Departament d'Educació i Formació Professional            | Esther Niubó          | educacio.gencat.cat             |
|        | Departament de Salut                                      | Olga Pané             | salutweb.gencat.cat             |
|        | Departament de Drets Socials i Inclusió                   | Mònica Martínez Bravo | dretssocials.gencat.cat         |
|        | Departament d'Empresa i Treball                           | Miquel Sàmper         | empresa.gencat.cat              |
|        | Departament d'Igualtat i Feminisme                        | Eva Menor             | igualtat.gencat.cat             |
|        | Departament d'Unió Europea i Acció Exterior               | Jaume Duch            | exteriors.gencat.cat            |
|        | Departament de Recerca i Universitats                     | Núria Montserrat      | universitatsirecerca.gencat.cat |
|        | Departament d'Agricultura, Ramaderia, Pesca i Alimentació | Òscar Ordeig          | agricultura.gencat.cat          |
|        | Departament d'Esports                                     | Berni Álvarez         | esport.gencat.cat               |
|        | Departament de Cultura                                    | Sònia Hernández       | cultura.gencat.cat              |
|        | Departament de Política Lingüística                       | Francesc Xavier Vila  | llengua.gencat.cat              |